# Принц Веліант
Принц Веліант (англ. Prince Valiant) — ірландсько-британський пригодницький фільм 1997 року.

## Сюжет
Під час лицарського турніру, вікінги, пробравшись в замок Камелот, викрадають символ влади і могутності короля Артура — легендарний меч Екскалібур. Юний зброєносець Веліант надягає обладунки свого пана і присягається за будь-яку ціну врятувати священну реліквію. Разом з принцесою Айлін, яка в таємниці мріє стати лицарем, відважний юнак вирушає слідами жорстоких варварів. Веліант проходить через безліч випробувань, долає підступні пастки, розставлені злою відьмою Морганою і сподівається вийти переможцем, щоб просити у Короля Артура руки принцеси Вельської — красуні Айлін.

## У ролях
| Актор                    | Роль           |
| ------------------------ | -------------- |
| Стівен Моєр              | Принц Веліант  |
| Кетрін Гейґл             | Принцеса Айлін |
| Томас Кречманн           | Тайгнар        |
| Едвард Фокс              | Король Артур   |
| Удо Кір                  | Слайгон        |
| Джоанна Ламлі            | Морган Ле Фей  |
| Рон Перлман              | Болтар         |
| Ворвік Девіс             | Пешеет         |
| Гевен О'Герліхі          | Король Тан     |
| Бен Пуллен               | принц Арн      |
| Вальтер Готелл           | Ерік Старий    |
| Ентоні Гікокс            | принц Ґавейн   |
| Зак Гелліган             | сер Кей        |
| Хеміш Кемпбелл-Робертсон | сер Ектор      |
| Маркус Шенкенберг        | Тіні           |